# Universiteitsmuseum (Utrecht)

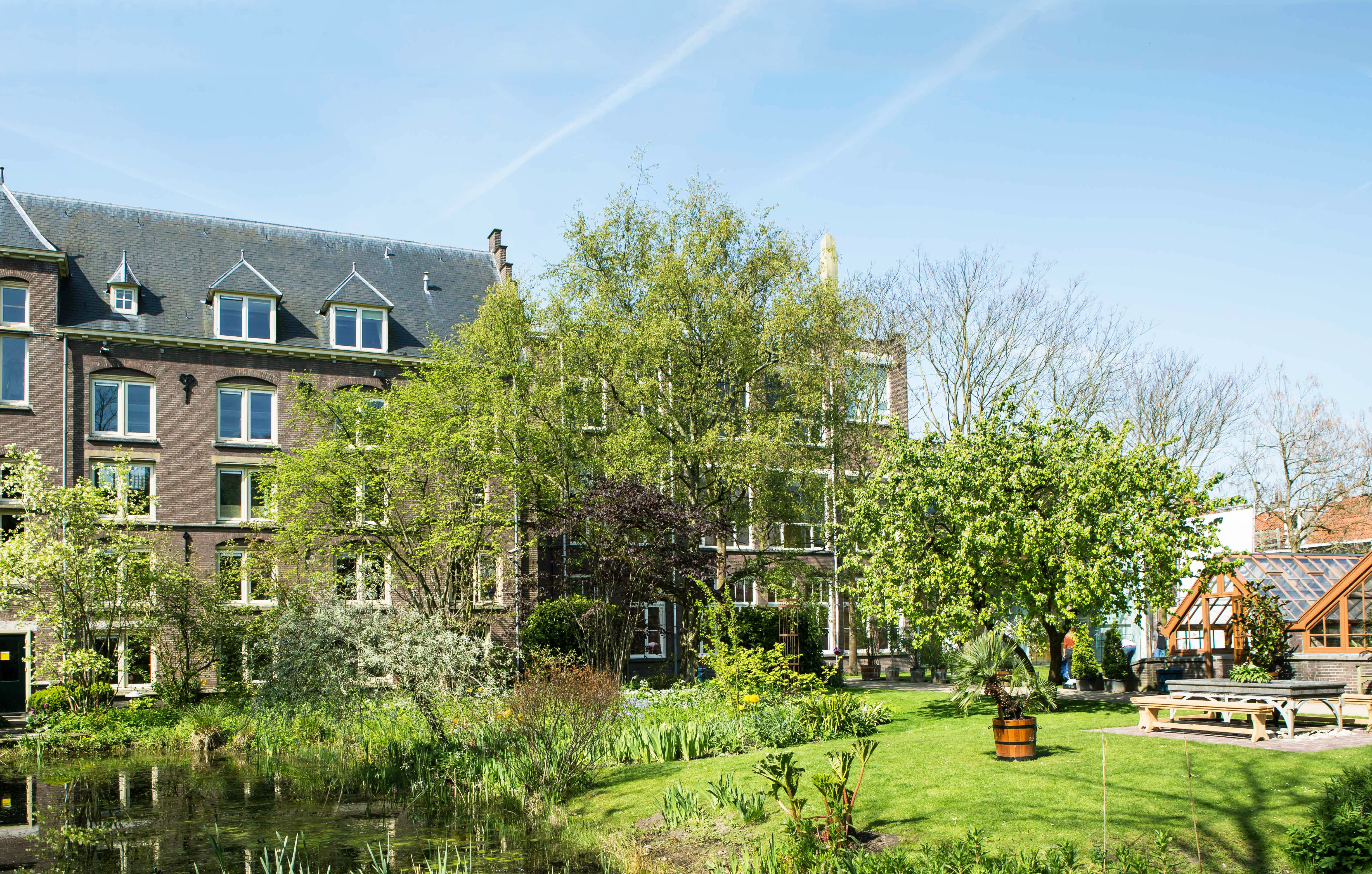
Oude Hortus

Het Universiteitsmuseum Utrecht (UMU) in de stad Utrecht is een onderzoeksmuseum dat de historische collecties van de Universiteit Utrecht beheert. De aangrenzende Oude Hortus Botanicus maakt deel uit van het museum. Het UMU is heropend op 4 september 2023.

## Geschiedenis
Het museum is in 1918 opgericht, nadat op de zolder van een universiteitsgebouw een grote verzameling oude spullen was aangetroffen. In 1928 gingen de deuren open voor het publiek. Bij de start werd de basis gevormd door een collectie uit de periode 1650-1850 van zo'n 1000 natuurwetenschappelijke instrumenten. In de loop der geschiedenis zijn de collecties grootschalig uitgebreid, onder meer met ook andere takken van wetenschap. Vanaf 1936 was het museum gevestigd aan de Trans en na 1983 aan de Biltstraat in een leeggekomen universiteitsgebouw. In 1996 kwam het museum terug in de binnenstad en kreeg een ruimer onderkomen aan de Lange Nieuwstraat. 
Op 4 september 2023 is het museum heropend na een verbouwing van enkele jaren. 

## Collecties

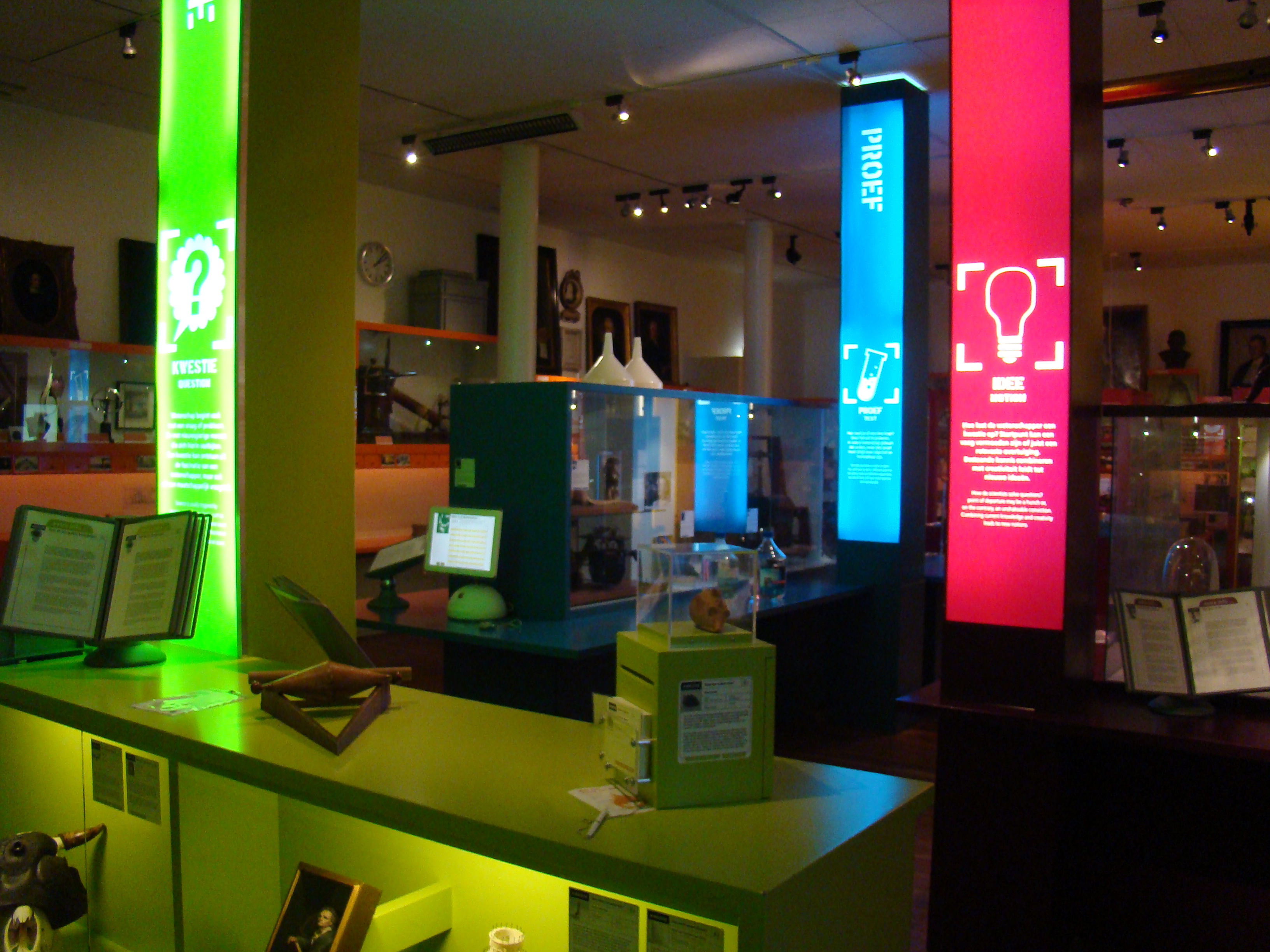
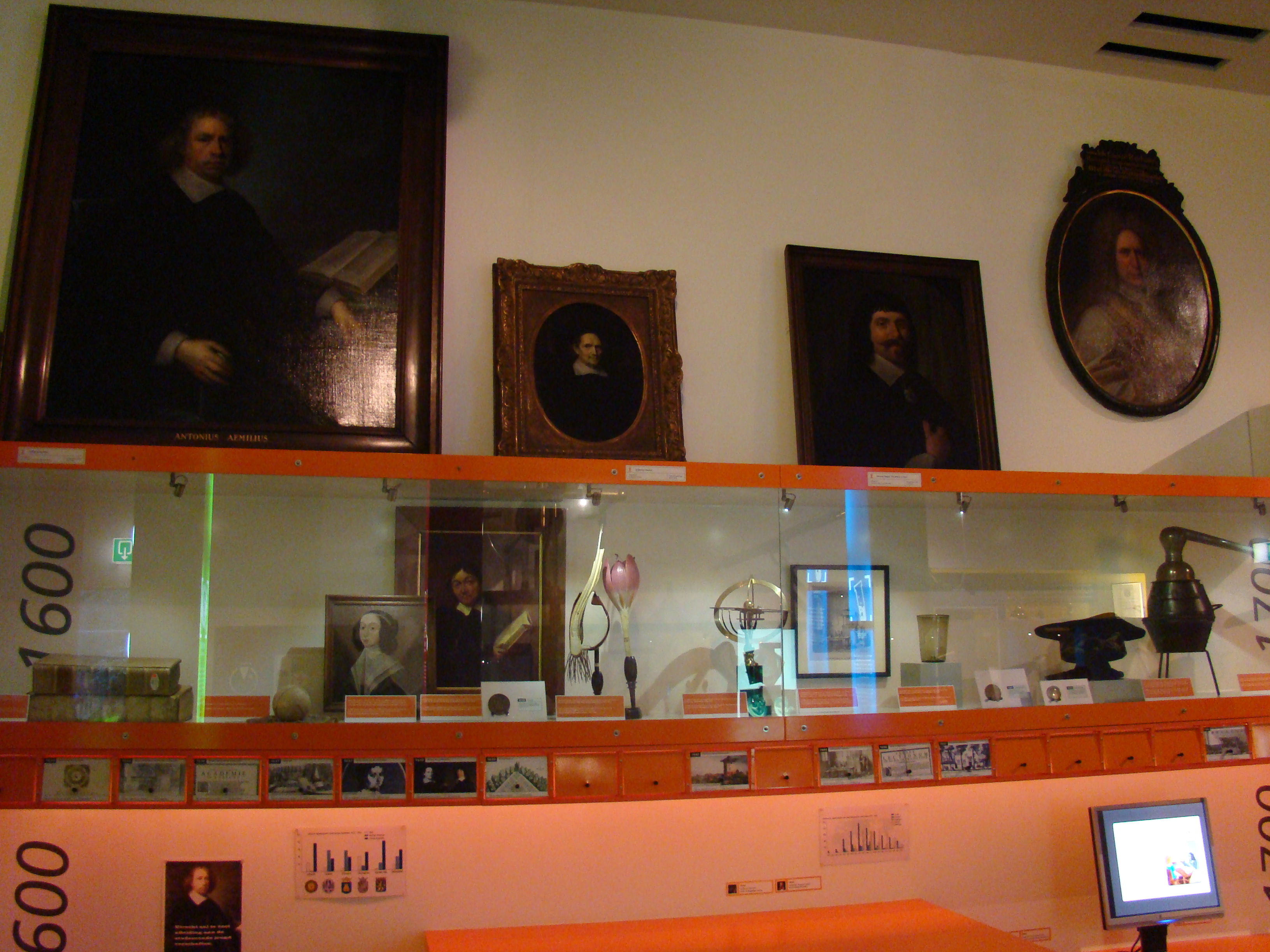
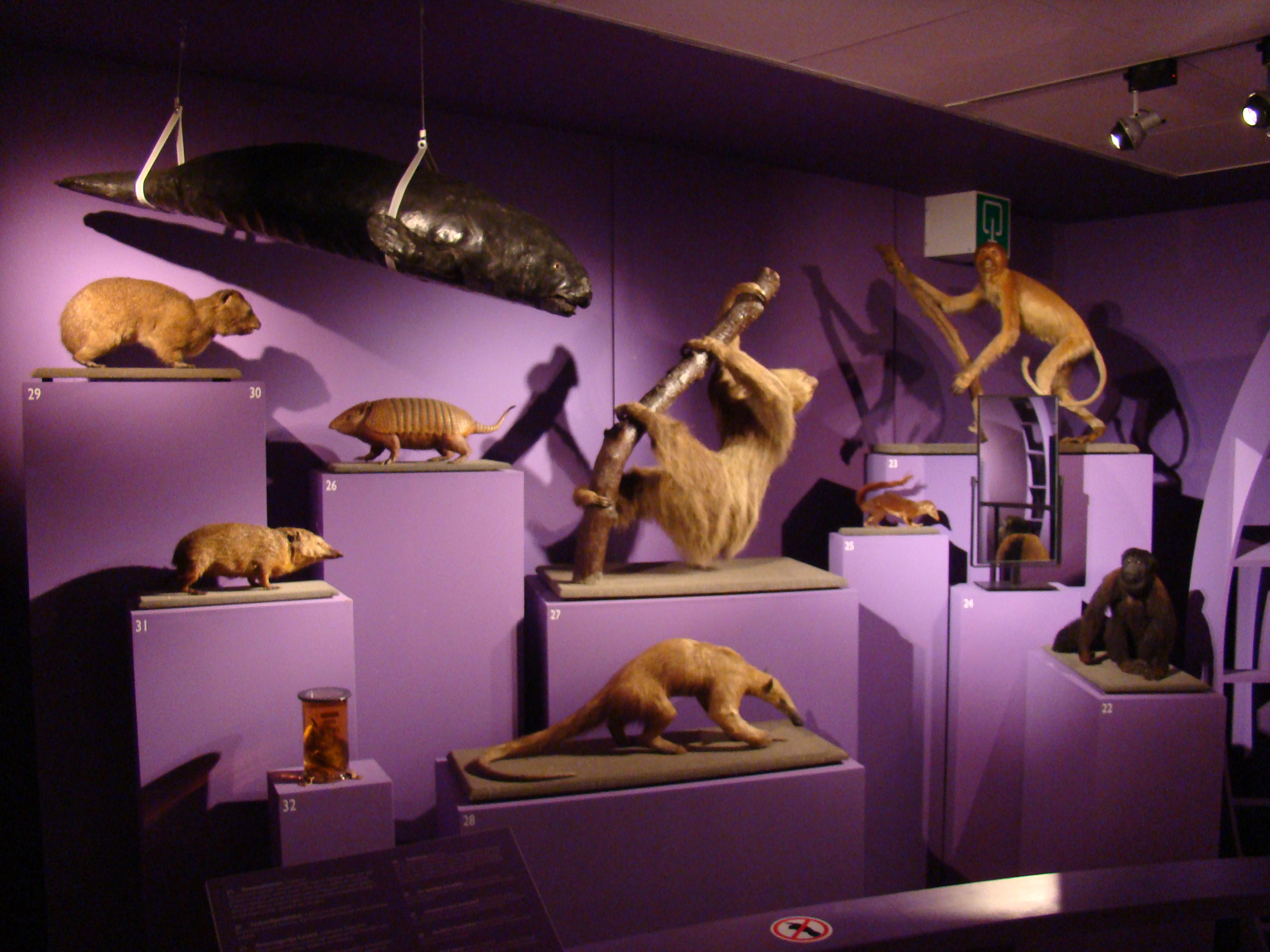
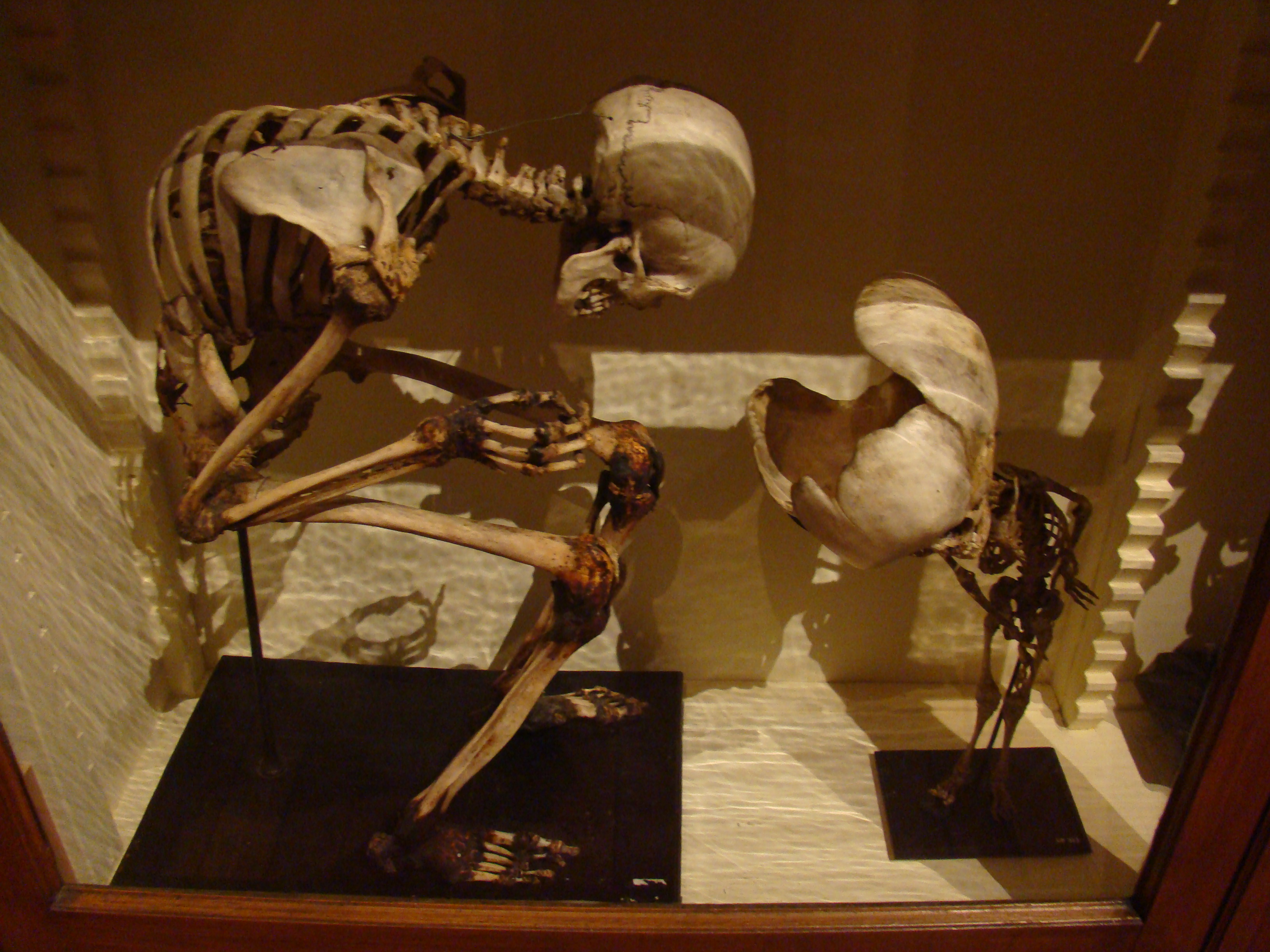

### Natuurwetenschappen
- Instrumenten: de collectie van het Natuurkundig Gezelschap. Onder meer een Van Leeuwenhoekmicroscoop
- Zoölogie
- Plantkunde
- Geologie

### Geneeskunde
- Vooral de collecties Tandheelkunde en Oogheelkunde bevatten zeldzame voorwerpen.
- Geneeskundige instrumenten
- Diergeneeskunde
- Bleulandcollectie (medische preparaten van de hoogleraar Jan Bleuland)

### Archeologie
- Gebruiksvoorwerpen
- Kunstvoorwerpen

### Geschiedenis van de universiteit
Onder meer
- Studentenleven
- Fotocollectie

### Botanische tuin
Het bijbehorende terrein met de Oude Hortus is in 1723 als botanische tuin ingericht. In de buitentuin bevinden zich onder andere een Japanse notenboom uit ruwweg 1750 en een gedeelte met medicinale kruiden. Verder bevat het complex onder meer kassen en een voormalige oranjerie. Delen ervan zijn gewaardeerd als rijksmonument.